# رويس وايت
رويس وايت (بالإنجليزية: Royce White)‏ مواليد 10 أبريل 1991 في منيابولس، هو لاعب كرة سلة محترف أمريكي بدأ مسيرته الاحترافية في سنة 2012 حيث تم اختياره من قبل فريق هيوستن روكتس خلال الدرافت،. يبلغ طوله 6 قدم 8 بوصة (2.0 م).

## إحصائيات المسيرة

### الرابطة الوطنية لكرة السلة

#### الموسم الاعتيادي
| السنة   | الفريق         | لعب | بدأ | دقيقة | ميداني% | ثلاثية | حرة  | ارتداد | صنع | استلاب | تصدي | نقطة |
| ------- | -------------- | --- | --- | ----- | ------- | ------ | ---- | ------ | --- | ------ | ---- | ---- |
| 2013–14 | سكرامنتو كينغز | 3   | 0   | 3.0   | .000    | .000   | .000 | .0     | .0  | .0     | .0   | .0   |
| المسيرة | المسيرة        | 3   | 0   | 3.0   | .000    | .000   | .000 | .0     | .0  | .0     | .0   | .0   |

## روابط خارجية
- رويس وايت على موقع إن بي أي (الإنجليزية)
- رويس وايت على موقع سبورتس رفرنس (الإنجليزية)
- رويس وايت على موقع كرة السلة الأوروبية.كوم (الإنجليزية)
- رويس وايت على موقع إي إس بي إن.كوم (الإنجليزية)
- رويس وايت على موقع كلية كرة السلة في سبورتس رفرنس.كوم (الإنجليزية)
- رويس وايت على موقع ريلجم (الإنجليزية)
- رويس وايت على موقع بروبوليرز (الإنجليزية)
- رويس وايت على موقع سبورتس رفرنس (الإنجليزية)